# (20194) Ilarialocantore
(20194) Ilarialocantore est un astéroïde de la ceinture principale.

## Description
(20194) Ilarialocantore est un astéroïde de la ceinture principale. Il fut découvert le 30 janvier 1997 à Cima Ekar par Maura Tombelli et Claudio Casacci. Il présente une orbite caractérisée par un demi-grand axe de 2,91 UA, une excentricité de 0,04 et une inclinaison de 2,7° par rapport à l'écliptique.

## Compléments